# Ephedrus robustus
Ephedrus robustus är en stekelart som beskrevs av Liu 1968. Ephedrus robustus ingår i släktet Ephedrus och familjen bracksteklar. Inga underarter finns listade i Catalogue of Life.